# Traisen (Basse-Autriche)
Pour les articles homonymes, voir Traisen.
Traisen est une commune autrichienne du district de Lilienfeld en Basse-Autriche.

## Histoire
Le bourg doit son nom à la rivière Traisen qui le traverse, nom qui remonte au mot celtique "tragisama" qui signifie "le très rapide".
Avant la conquête romaine, la région faisait partie du royaume celtique du Norique. Après la conquête, elle conserva ce nom.